# Zeunerts
Zeunerts est une brasserie située à Sollefteå en Suède, qui appartient au groupe Kopparberg.
Dans sa forme et sous son nom actuel, Zeunerts a été fondée en 1993, mais elle occupe les anciens bâtiments de la Brasserie de Sollefteå, qui remonte à 1857. Zeunert est du reste le nom du premier maitre brasseur allemand de la Brasserie de Sollefteå, Christoffer August Zeunert (né en Bavière en 1824), qui y officia de 1859 à 1865.

## Histoire
La Brasserie de Sollefteå passe en 1966 sous le contrôle de la Brasserie de Vårby, qui appartient à la coopérative KF. En 1989, Spendrups rachète à la KF toute son activité de brasserie, et décide de fermer la Brasserie de Sollefteå. Certaines des marques de la brasserie sont toutefois conservées par Spendrups, en particulier Norrlands Guld, qui était en 2012 la troisième bière la plus vendues par le Systembolaget.
Après quelques années d'inactivité, la Brasserie de Sollefteå rouvre ses portes sous le nom de Brasserie Zeunerts, le personnel et un certain nombre d'acteurs locaux ayant racheté le site à Spendrups. Il faut attendre 1993 pour que la production reprenne, grâce en particulier à l'aide de Fors Nya Bryggeri.
Au début de l'année 2000, Zeunerts connait des difficultés économiques, et à l'automne 2000, Kopparberg lance une offre publique d'achat sur l'entreprise, qui est alors cotée à la bourse de Göteborg.

## Zeunerts aujourd'hui
Zeunerts est aujourd'hui (2012) une filiale de Kopparberg, son nom officiel étant Zeunerts i Norrland AB.
Parmi les bières produites par Zeunerts, figurent notamment  Zeunerts Merke, Zeunerts Original ou encore Höga Kusten.
Depuis sa création, Zeunerts a remporté plusieurs prix aux championnats du monde de la bière (World Beer Cup), notamment le titre de meilleure lager européenne à San Diego en 2004.